# Mērsrag
Mērsrags es un municipio de la región letona de Kurzeme, con una población a fecha de 1 de enero de 2018 era de 1478 habitantes.
Se encuentra ubicado al oeste del país, junto a la costa del golfo de Riga (mar Báltico) y al norte de la frontera con Lituania.